# Bahía de Panamá
La bahía de Panamá es un gran cuerpo de agua ubicado en Panamá, específicamente al sur de la costa de la provincia de Panamá. Forma parte del golfo de Panamá, y en sus costas se encuentra la Ciudad de Panamá y el acceso Pacífico del canal de Panamá.
Desde 2003 es considerado un sitio Ramsar, como un humedal de importancia internacional, siendo una parada importante para las aves migratorias playeras, estimándose entre 1 y 2 millones de aves asentándose durante la migración. Alberga el 8% de la población mundial del playero occidental (Calidris mauri) y el 20% de la población del chorlo semipalmeado (Charadrius semipalmatus).
Debido al creciente desarrollo urbano de la Ciudad de Panamá, ha recibido impacto por la polución y según el World Resources Institute la bahía está en un estado eutrofizado.